# Mercedes Cup 2010
Il Mercedes Cup 2010 è stato un torneo di tennis giocato sulla terra rossa. È stata la 33ª edizione del Mercedes Cup, che faceva parte della categoria ATP World Tour 250 series nell'ambito dell'ATP World Tour 2010.
Si è giocato a Stoccarda in Germania, dal 12 al 18 luglio 2010.

## Partecipanti

### Teste di serie
| Giocatore             | Nazionalità | Ranking* | Testa di serie |
| --------------------- | ----------- | -------- | -------------- |
| Nikolaj Davydenko     | Russia      | 6        | 1              |
| Jürgen Melzer         | Austria     | 15       | 2              |
| Gaël Monfils          | Francia     | 17       | 3              |
| Juan Carlos Ferrero   | Spagna      | 21       | 4              |
| Albert Montañés       | Spagna      | 30       | 5              |
| Philipp Kohlschreiber | Germania    | 32       | 6              |
| Gilles Simon          | Francia     | 34       | 7              |
| Victor Hănescu        | Romania     | 37       | 8              |

- Ranking al 5 luglio 2010.

Giocatori che hanno ricevuto una Wild card:
- Dustin Brown
- Björn Phau
- Miša Zverev

Giocatori passati dalle qualificazioni:

- Pablo Andújar
- Victor Crivoi
- Bastian Knittel
- Iván Navarro

## Campioni

### Singolare
Albert Montañés ha battuto in finale  Gaël Monfils che si è ritirato sul punteggio di 6–2, 1–2. 
- È il 2º titolo dell'anno per Montañés, il 5° della sua carriera.

### Doppio
Carlos Berlocq /  Eduardo Schwank hanno battuto in finale  Christopher Kas /  Philipp Petzschner con il punteggio di 7–6(5), 7–6(6)